# 夏奇峯

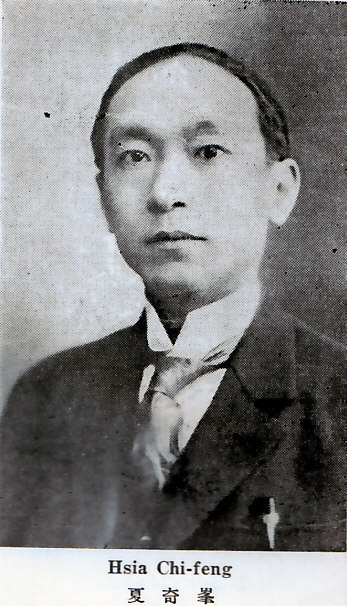

夏奇峯（1889年—1961年9月12日）旧名雲，江蘇省揚州府泰州人，中華民国政治家、外交官、记者。曾在北京政府、南京国民政府从事外交事務，後成为中華民国維新政府、南京国民政府（汪精卫政权）要人。

## 生平

### 民国初期的活動
1911年（宣統3年），夏奇峯入蘇州的江蘇高等学堂。1914年（民国3年）毕业。1916年（民国5年），他参加留法勤工俭学，1919年（民国8年）在法国充任翻译。
归国後的1919年，他任「Eastern Times」劳动、外交問題的編輯主任，并且成为归国劳动者組織的领导人。1921年（民国10年），他再度赴欧州，在巴黎及瑞士任「Eastern Times」的通信員（特派員）。此后，1923年（民国12年）至1928年（民国17年），他任国際联盟中国代表团的非正式宣传員。1923年，他在日内瓦任国際联盟事務局事務員。1928年归国，任上海《革命日報》記者。1932年（民国21年）至1934年（民国23年），他任南京国民政府外交部条約委員会委員。

### 親日政权的活動

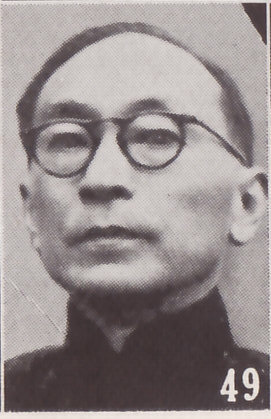
夏奇峯 (1940年前後)

1938年（民国27年）3月，夏奇峯参加中華民国維新政府，任内政部次長。同年9月，維新政府同中華民国臨時政府在北平共同组织中華民国政府聯合委員会，他任事務部次長。翌年8月，他任維新政府外交部長。
1940年（民国29年）3月，汪精衛的南京国民政府成立，夏奇峯任監察院審計部部長。同年12月，他当选中国国民党中央執行委員。1943年（民国32年）4月，他任法国专管租界接收委員。1944年（民国33年）11月，他升任监察院副院长。1945年（民国34年）1月，他兼任各国在华治外法权撤废委员会委員。
1945年日本投降後，夏奇峯在上海被以漢奸罪逮捕。10月，蘇州高等法院判处其無期徒刑，收监于上海。中華人民共和国成立後，他继续被收监，1961年9月12日在獄中逝世。享年73岁。

## 著作
- (奥)卡勒季（理查德·尼古拉斯·冯·康登霍维-凯勒奇 Richard Nikolaus von Coudenhove-Kalergi），歐洲合眾國，夏奇峯、李實 译，上海：大東書局，1931年（民国20年）
- 國際聯盟之經驗（英文）